# Dag Opjordsmoen
Dag Opjordsmoen (Raufoss, 5 agosto 1955) è un allenatore di calcio ed ex calciatore norvegese.

## Carriera

### Giocatore

#### Club
Opjordsmoen giocò per il Raufoss.

### Allenatore
Dal 1999 al 2001, fu allenatore del Bodø/Glimt, nell'Eliteserien. Dal 2001 al 2007 guidò invece il Raufoss.

## Palmarès

### Allenatore

#### Competizioni nazionali
- 2. divisjon: 1

Raufoss: 2006 (gruppo 4)